# Beethoven-Haus

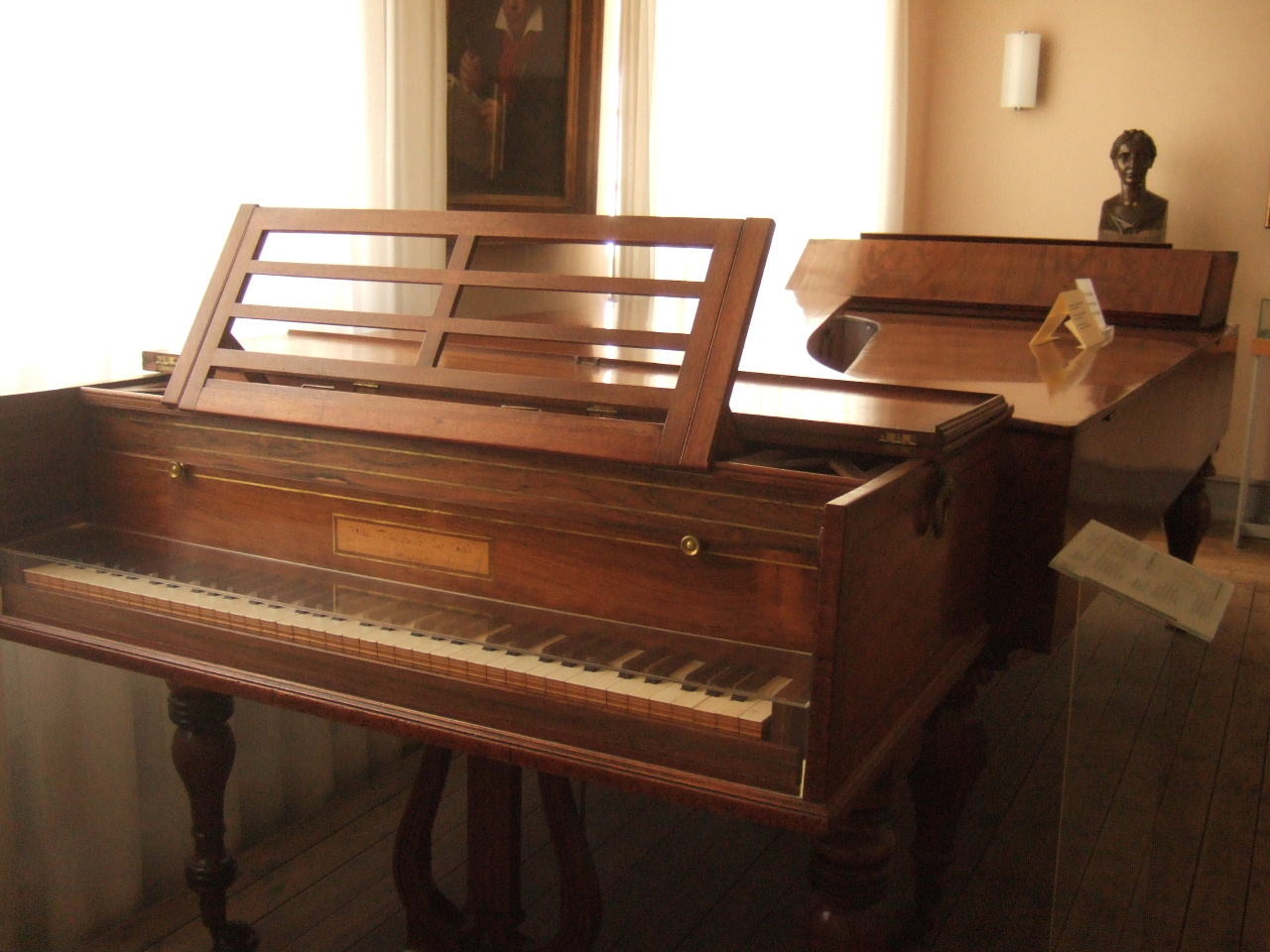
Beethoven-Haus - Instrumente deținute de Beethoven

Casa Beethoven din Bonn este în același timp un loc memorial, un muzeu și un institut cultural cu o gamă largă de sarcini. Fondată în 1889 de Asociația Casei Beethoven, aceasta îmbină persoana lui Ludwig van Beethoven cu cultivarea muzicii sale și cercetarea vieții și operei compozitorului.
În centru se află casa în care s-a născut Beethoven la nr. 20 în Bonngasse cu muzeul. Clădirile din jur (Bonngasse nr. 18 și 24-26) găzduiesc centrul de cercetare (Arhiva Beethoven) cu colecția, biblioteca și editura, precum și sala de muzică de cameră. Acestea servesc drept loc de întâlnire și schimb pentru iubitorii de muzică și profesioniștii din întreaga lume. Casa Beethoven este susținută de Asociația Casei Beethoven și de sectorul public.